# スピキュール

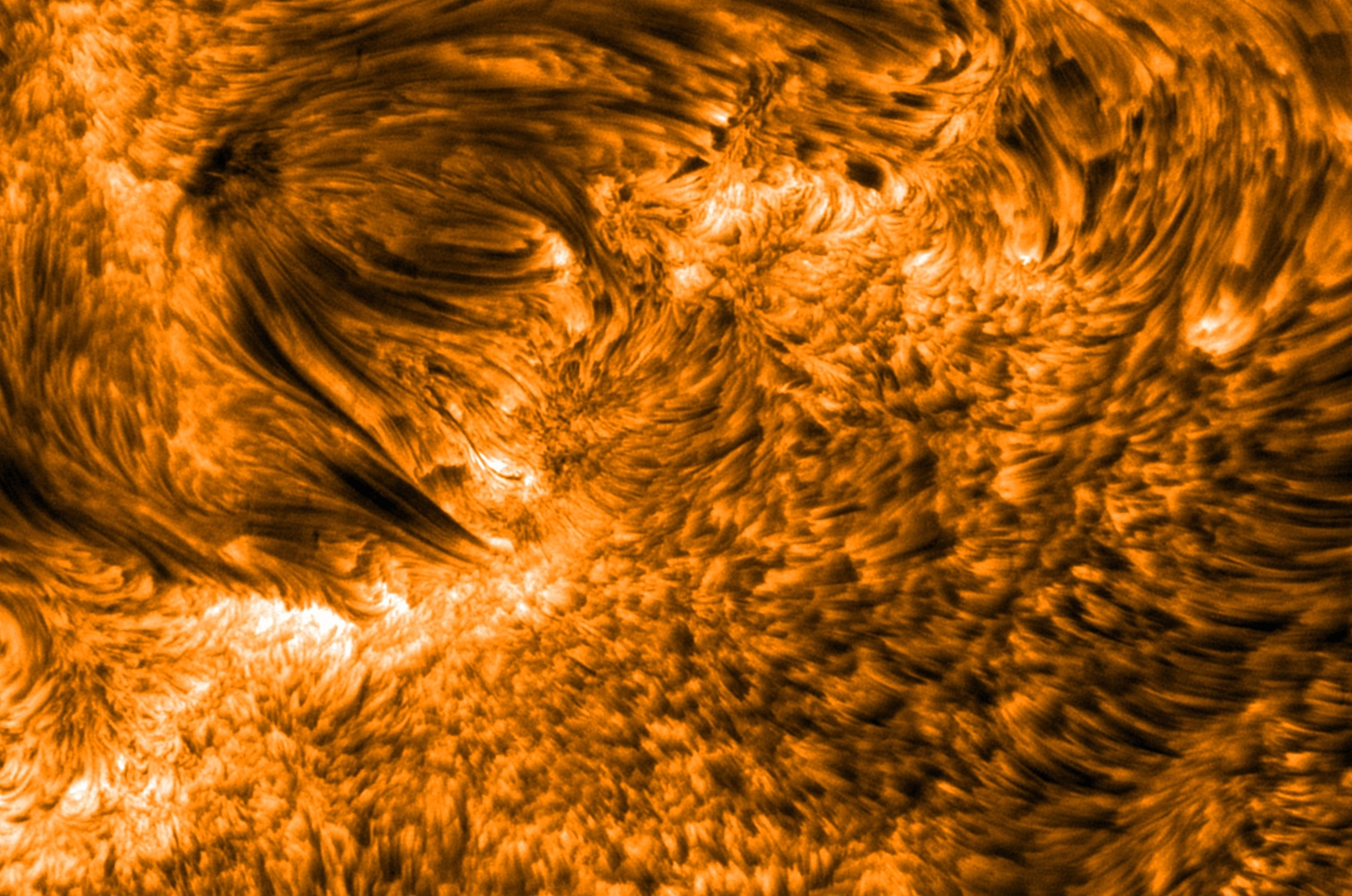
暗い筒状に見えるのがスピキュール（2004年6月）

スピキュール (Spicule) は、太陽物理学において、太陽に現れる直径500kmほどのジェット状現象である。太陽表面の彩層に広く遍在し、光球から約20km/sの速さで上昇する。光球とコロナを繋ぐ基本構造とされる。1877年にアンジェロ・セッキによって発見された。"spicule"は「小突起物」を意味する。

## 概要
スピキュールは、5分間から10分間に渡って存在し、終焉部では細長く見える。通常、強い磁束を伴い、その質量流束は太陽風の約100倍に達する。人工衛星による観測などによって微細な部分まで観測できるようになったが、発生機構の構造については未解明な部分が多い。

## 発生
スピキュールは、常に太陽上に約6万から7万個が発生している。それぞれのスピキュールは光球から3,000 - 1万kmの高さに達する。

## 原因
ロッキード・マーティン太陽宇宙物理学研究所のBart De Pontieu及びシェフィールド大学のRobert ErdelyiとStewart Jamesは2004年に、5分間程度の日震による音波によって太陽の表面が1秒間当たり数百mも上下動した結果、スピキュールが発生するという仮説を出した。垂直から傾けられた磁束は太陽の大気に物質を吹き上げ、スピキュールが形成される。しかし、太陽物理学界では、この説について未だに論争がある。

## 文献
- De Pontieu, B., Erdelyi, R. and James, S: Solar chromospheric spicules from the leakage of photospheric oscillations and flows In: Nature. 430/2004, p. 536-539,  ISSN 0028-0836
- 柴田一成『太陽の科学 磁場から宇宙の謎に迫る』 NHKブックス